# HD 142022 Ab
HD 142022 Ab és un planeta extrasolar descobert per mètode de la velocitat radial per Eggenberger et al. el 2005. La seva massa és uns 4,5 cops la de Júpiter. Hi ha una relativa separació entre el planeta i l'estrella amb 3 UA (separació angular de 81,6 mas vist des de la Terra), que necessita 1.928 dies o 5,28 anys per a una revolució. Com és típic en els planetes de llarg període té una excentricitat relativament llarga de 53±20%.